# Tahartan
Amir Tahartan o Taherten (+ 1403/1404) fou un general (amir) turcman fundador de l'emirat d'Erzincan el 1379. Governador d'Erzincan va adquirir autonomia fins que el 1379 va esdevenir independent al desaparèixer l'emirat d'Eretna (dit de Rum). A l'inici va haver de lluitar contra el cadi Burhan al-Din, que s'havia proclamat sultà de Sivas suprimint l'emirat d'Eretna, els dominis del qual ambdós aspiraven a controlar. Aquesta lluita va durar prop de deu anys. Els seus dominis es van estendre a Erzincan, Akşehir, Kemah (Kemakh), Tercan, Çemişgezek, Bayburt, Şarki Karahisar i Koyulhisar.

## Aliança amb Tamwerlà
Tamerlà va ocupar Erzurum, uns quilòmetres al nord d'Awnik (1387). Tamerla va acampar a la riba del riu Chiachur. Un ambaixador fou despatxat a Tahartan d'Erzinjan, que el va rebre amb honors i va acceptar sotmetre's a Timur i pagar el kharaj. Després d'això es va presentar al campament un ambaixador de Tahartan amb nombrosos regals i una carta del príncep. Tamerlà el va rebre favorablement i va confirmar a Tahartan en el seu principat i li va enviar vestes de distinció.
Tamerlà va acampar a Utx Khiliffa (Tres Esglésies), l'antiga Vagharxapat, la seu del patriarcat armeni, ja a la plana d'Alatagh (1394). En aquest lloc va rebre a Tahartan d'Erzinjan que venia a postrar-se als peus de Timur i li venia a oferir diversos regals, que Timur va acceptar i el va tractar amb honor i distinció. Tahartan va intentar fer de mediador en el setge d'Awnik i va aconsellar a Mazar (Misr) de rendir-se, sense resultat. El 23 d'agost Tamerlà va donar un banquet a la cort. Tahartan encara romania amb el seguici i fou aleshores quan l'emperador va reconèixer el principat d'Erzinjan i dependències en perpetuïtat i hereditari per Tahartan i se li van donar les cartes adients i una corona amb pedres precioses i se'l va reenviar al seu domini.

## Sota hegemonia otomana
El 1398 Tamerlà li va enviar alguns dels elefants capturats a Delhi que van arribar el 1399. Baiazet mentre es va apoderar de Sivas (1398) i va rodejar l'emirat d'Erzincan per l'oest i el sud. Mentre Tamerlà era a Geòrgia, el hivern del 1399 al 1400, Baiazet I havia enviat al seu fill Suleyman Celebi per imposar la hegemonia sobre Tahartan d'Erzinjan i Erzurum (els otomans li donaven el títol d' hakim o sigui “governant”). El sultà va convocar a l'hakim Tahartan a presentar-se a la seva cort i pagar-li tribut. Tahartan, tot i que era aliat de Timur, va acceptar les pressions i únicament va rebutjar l'exigència de cedir l'estratègica fortalesa de Kemakh, que no obstant fou conquerida pels otomans poc després, en la campanya de Sulayman i el beglerbeg d'Anatòlia Timurtaix iniciada a finals del 1399, campanya en la qual foren conquerides diverses places i entre elles Melitene o Malatya, després d'un setge, i de Tefrícia (Divriği), que pertanyien als sultans mamelucs (hivern del 1399 al 1400).
A la primavera del 1400 Tamerlà va arribar a la plana de Bardaa, i allí el va anar a trobar l'emir Tahartan d'Erzinjan (febrer o març del 1400) que li va fer tota mena de lloances i li va portar regals, rebent diverses mostres d'honor, entre les quals un estendard, un bastó amb cua i dos timbals, símbols tots de sobirania; com a bon polític buscava un aliat poderós per enfrontar-se a Baiazet i li va demanar la seva protecció i Tamerlà el va aconsellar sobre com mantenir-se apartat de la política agressiva de Baiazet I i de com governar el seu emirat. Timur va escriure una carta amb alguns termes ofensius a Baiazet I, exigint la retirada de Kemakh i la renuncia al tribut d'Erzinjan; Baiazet I li va contestar que ja tenia ganes d'enfrontar-se a ell en batalla.
Timur, furiós contra Bayazid I, es va dirigir a Awnik per preparar les seves forces. Bayazid I, ben aconsellat, va decidir esperar a la defensiva i atacar només quan la penetració dels timúrides els portés lluny de les seves bases. Timur va arribar a Erzurum on se li va unir Tahartan amb les seves tropes. Dos dies després va arribar a Erzinjan a la que va entrar, matant als colons que Bayazid I havia establert a la ciutat.

## Tamerlà assegura el flanc sud
Llest com era, Tamerlà no va avançar cap al interior, tenint a rereguarda els turcmans hostils a l'oest i als mamelucs al sud. L'emir o hakim Tahartan d'Erzinjan fou reenviat al seu domini per controlar les fronteres Timur es va dirigir al sud i Malatya li va obrir les portes (15 de setembre del 1400) i va comprar l'amnistia pels musulmans (els georgians i armenis, cristians, foren fets esclaus). Les altres ciutats otomanes de l'Eufrates fins a Kiakhta es van sotmetre a l'amir Jahan Xah (amir) que va assolar tota la zona; en aquest territori es va constituir en un govern de frontera encomanat a Kara Osman, emir de Diyarbakr, que tenia l'encàrrec d'actuar de concert amb Tahartan (al que en teoria estava supeditat) per defensar la zona de protecció de l'Eufrates, zona que anava d'Erzurum a Kiakhta. En tot aquest temps Baiazet I no va fer cap intent seriós d'aturar o enfrontar a Timur. Tamerlà va fer aleshores la seva campanya a Síria amb extensió a l'Iraq Arabí.

## Conquesta otomana
El 1401 Baiazet I va creuar Àsia Menor i va arribar a Sivas on ja s'havia establert el seu fill Sulayman. Després es va dirigir a Erzinjan, va derrotar les forces locals i va entregar el govern al seu protegit Kara Yusuf dels kara koyunlu però al cap de 16 dies va haver de desistir perquè els habitants no l'acceptaven i reclamaven el retorn de Tahartan. Kara Yusuf va demanar poder-se retirar a Kayseri per descansar. Bayazid I va retornar el poder a Tahartan però el va privar del seu harem i dels seus fills, enviats a Brusa com hostatges.
Tahartan i l'emir de Germiyan van pressionar a Tamerlà per una intervenció a la qual aquest es resistia però ara, després que Baiazet I va ajudar a Kara Yusuf dels kara koyunlu i a Ahmad ibn Uways, sultà jalayírida, sentint amenaçat l'Azerbaidjan, es va veure forçat a actuar. Una primera ambaixada havia intentat un modus vivendi, però ara Tamerlà va exigir la evacuació d'Erzinjan i dels emirats turcs que havien de ser retornats als seus sobirans legítims; també va exigir l'entrega de Kara Yusuf, viu o mort. Bayazid I va refusar en termes que semblaven una declaració de guerra. L'èxit a Erzinjan va encoratjar a Baiazet I per la conquesta de Constantinoble ja que segons l'Alcorà el ghazi vencedor de Rum, hereu per dret de conquesta de la monarquia universal (vinculada a la possessió de Constantinoble) no podia ser atacat sense sacrilegi. Però el regent bizantí Joan, va rebutjar l'ultimàtum otomà ja que també estaven negociant amb Tamerlà.

## Revenja de Tamerlà
Tahartan no obstant, privat del seu harem i del seu tresor, va poder enviar una queixa al seu protector Tamerlà, a la cort del qual s'havien refugiat els prínceps d'Aidin, Mendeixia i Sarukhan. Després Tahartan anirà a la cort de Timur en persona segons Clavijo. Quan Timur va saber el que havia passat a Erzinjan va enviar des de Ujan al seu fill Xah Rukh i als emirs Sulayman Xah i Jahan Xah (amir). Els mirzes (fills i nets grans), els shahzades (descendents mascles) i els amirs acampats al Ming Gol van rebre ordre de posar-se al servei i ordres de Shah Rukh. Els prínceps acampats a Menkul després de fer una ràtzia a Geòrgia foren també cridats. Xah Rukh va sortir d'Awnik. Un exèrcit de 15.000 turcs va ser derrotat per un fill de Timur (que havia de ser Xah Rukh) prop de Sivas, probablement no el gruix de l'exèrcit del príncep sinó només una avançada ja que Xah Rukh en persona no hauria arribat tant lluny en cap cas. Insegur, Bayazid I va obrir negociacions per mitjà de Tahartan, el qual va enviar al seu nebot Shaikh Ali (a vegades Xah Ali

## Negociacions de pau
Amb la mediació de Shaikh Ali, nebot de Tahartan, l'exèrcit de Shah Rukh es va aturar a la zona d'Awnik; Shaikh Ali fou enviat al campament de Timur degudament escortat. Es va acordar una pau fraternal i una aliança sincera; el mediador recuperaria les seves esposes i fills si la pau era finalment concertada. Però les converses de pau no van tenir èxit: Kara Yusuf, protegit de Baiazet I, va atacar la caravana anual de pelegrins a la Meca i les converses es van trencar. Baiazet I va escriure una carta amb paraules de submissió cap a Timur que va arribar al Karabagh el 29 de novembre de 1401. Tamerlà va respondre als ambaixadors otomans imposant tres condicions alternatives: 1)Execució de Kara Yusuf; 2) Entrega de Kara Yusuf encadenat; 3) Expulsió de Kara Yusuf de territori otomà. Si Baiazet acceptava una de les tres solucions, Timur li facilitaria mitjans per seguir la guerra contra els cristians. Els ambaixadors foren tractats amb molts honors i van poder contactar als ambaixadors de l'emperador Manuel II, i saber de primera ma que l'emperador estava disposat a pagar a Tamerlà el tribut que pagava al sultà otomà. Timur va anunciar que la primavera següent aniria a Anatòlia on esperaria la resposta de Baiazet I. Aquest, tot i que considerat pels musulmans un ghazi, lluitador per la fe, havia tingut alguns fets que el començaven a fer sospitós: s'havia casat amb una cristiana (la filla de Llàtzer de Sèrbia) i havia protegit a un bandit com Kara Yusuf que havia assaltat a pelegrins musulmans. Amb les victòries de Timur a Síria els obstacles militars pels timúrides eren molt menors que els que podien resultar d'una aliança entre mamelucs i otomans i ara controlava la marca fronterera de l'Eufrates sota Kara Osman, conservant l'aliança de Tahartan. Els emirs d'Àsia Menor deposats que estaven a la seva cort, li asseguraven un cert suport a Anatòlia. Amb el retorn dels ambaixadors imperials a Constantinoble aquests començaven a preparar la cooperació de la flota imperial i la dels genovesos de Pera, i la flota de Manuel III Comnè, emperador de Trebisonda i cunyat de Tahartan que s'havia declarat vassall de Tamerlà, assegurant a aquest poder tancar els Dardanels i impedir l'arribada de reforços. Només el cansament de les pròpies tropes era un punt en contra de Timur. Els ambaixadors imperials van tornar a Constantinoble el 29 d'agost de 1401, i van comunicar al regent imperial i al podestà de Pera (Constantinoble) la decisió de Timur d'iniciar una expedició contra Baiazet I. No obstant la decisió encara va tardar una mica a prendre's. Els ambaixadors van tornar amb la resposta tot seguit i van embarcar amb la galera de Bartolomé Spinola cap a Trebisonda el 10 de setembre de 1401.
Timur va passar el hivern del 1401 al 1402 a la regió del Karabakh; va acampar amb tot l'exèrcit a Naxçıvan, prop de la fortalesa d'Alinjak, que tant havia costat de conquerir (16 anys) i que acabava de rendir-se. A Nakhitxevan el va anar a trobar Tahartan que portava una carta de Baiazet I en que demanava humilment perdó; Tahartan va intercedir per Baiazet I i Timur va consentir de moment. Va restar uns dies a Nakhitxevan.

## Tamerlà passa a la ofensiva
El 25 de febrer de 1402 (16 de febrer de 1402 al calendari julià) Timur va sortir de Karabagh. Va passar per Bardaa i Ganja i va arribar a la plana de Shamkur (Shamkir), des d'on es va desviar per travessar la frontera pel Mont Tapasar a la Siunia. Va sortir de Shamkir i es va dirigir cap a l'Ala Dagh acampant a Tabadar, a la frontera amb Geòrgia on se li va reunir el príncep Muhammad Sultan; després va anar a Menkul des d'on va enviar des del seu campament (Mingol Yatak) una carta a Bayazid I, en què li oferia retirar les tropes a canvi que satisfés les seves exigències i entregués la fortalesa de Kemakh considerada una dependència “de l'herència persa”. Informat de la sortida de Kara Yusuf de territori otomà, Tamerlà va insistir per mitjà del seu ambaixador en el lliurament al lloc de Kara Yusuf, de la seva família i els seus partidaris; l'exèrcit es va concentrar a l'entorn de la ciutat d'Awnik on Timur es va aturar a l'espera del retorn dels ambaixadors. Va aprofitar per debilitar a Bayazid I creant enfrontaments entre els kara tàtars de Sivas, de Kayseri i de Malatya, als que per mitjà del seu representant Fazil va demanar una aliança militar i a canvi els enviaria un kan o reconeixeria al que ells elegissin.
Mentre això passava Timur es va dirigir a Erzurum on se li van reunir la resta de les tropes que havien estat operant al Kurdistan i l'Iraq Arabí, les quals des de Khulaji i les muntanyes de Sunatai havien anat fins a Awnik i Alatagh d'on l'emperador ja havia sortit, i el van anar a trobar a Erzurum. Timur va enviar a Mirza Muhammad Sultan a assetjar Kemakh mentre ell mateix anava a Erzinjan on es va aturar. Allà el va anar a trobar l'emir de Kastamonu, Mubariz al-Din Isfendiyar, que el va acompanyar després fins a Sari Kamish. Kemakh, construïda sobre una roca abrupta, defensada per un costat per l'Eufrates i algun afluent i per l'altre per un profund barranc, va resistir als atacants de Mirza Muhammad Sultan. Decidit a ocupar-la, Timur hi va enviar als mirzes Abu Bakr, Khalil Sultan, Sultan Husayn i Iskandar, als amirs Jahan Xah (amir), Xaikh Nur al-Din i Ali Burunduk amb nombrosos reforços; Kemakh fou privada d'aigua i després de diversos dies atacant-la es va decidir un atac general. Els muntanyesos de la regió de Makran van intentar una escalada de nit per posar en l'obscuritat unes cordes que permetessin als soldats pujar i assaltar la fortalesa; aquest intent va fracassar ja que foren descoberts per la guarnició i rebutjats amb pedres; aquí va morir Ali Xir, nebot de l'emirzade Abas. L'endemà al matí l'assalt es va reprendre amb gran fúria. Les tropes d'Abu Bakr van ser les primeres a l'assalt seguides de les Muhammad Sultan; les operacions es van veure facilitades pel cobriment d'una part del barranc que defensava un dels costats. La fortalesa, considerava impregnable, va caure després d'una defensa ferotge en la qual no es van estalviar ni el foc grec, ni les fletxes, ni les roques. Tamerlà, com que només estava a uns 35 km d'Erzinjan, la va anar a visitar i en va concedir el govern a Tahartan que conservaria per a si també la marca de l'Eufrates. Mirkhwand diu que el governador local fou l'amir Shams al-Din. La conquesta es datada per Ibn Arabshah el maig del 1402 però probablement es una confusió entre el mes de Shawwal (maig) i el de Shaban (març) ja que per un document de 11 d'abril de 1402 se sap que Timur ja era a Sivas abans del 6 d'abril de 1402.
A l'abril Tamerlà va tornar a Erzinjan i va prendre les darrers disposicions militars mentre les seves forces acabaven de sotmetre als indígenes que s'havien refugiat a les muntanyes properes, que en molts casos, atemorits, sortien i es sotmetien. L'exèrcit es va posar altre cop en marxa i es va dirigir cap a Sivas, que era encreuament de camins caps als ports de la mar Negra i mar Mediterrània i dominava una extensa regió agrícola. Sivas fou ocupada (6 d'abril) i com que les fortificacions estaven desmantellades no consta cap resistència. Allà el van anar a trobar els seus ambaixadors i els de Baiazet I que portaven el refús del sultà a la proposta de Timur en el sentit que els otomans no volien renunciar a Kemakh de cap manera i tampoc oferien entregar a Kara Yusuf. Timur va refusar els regals del sultà i va declarar que la decisió de fer la guerra era irrevocable; en presència dels ambaixadors va passar revista al seu enorme exèrcit, revista que es va fer a la plana de Sivas (probablement a mitjans d'abril del 1402) i va durar des de punta del dia fins al migdia. Hi havia 20 sultans que representaven a Transoxiana, Hindustan, Pèrsia i Turan (segons al-Bitlisí) i entre ells els emirs de Shirwan, de Gilan, de Diyarbakr, de Kurdistan, de Sistan, de Badakhxan i del Turkestan. M. M. Alexandrescu-Derca, a la seva obra “La campagne de Timour en Anatolie (1402)” indica la data del 1 o 2 de Ramadà del 804 que segons el calendari gregorià seria el 13 o 14 d'abril de 1402. Com que sabem que Timur (Tamerlà) era a Sivas fins al menys el dia 6 d'abril, la revista va haver de ser posterior al dia 6; el dia 13 o 14 encaixa perfectament. Després va acomiadar als ambaixadors amb una darrera proposta: perdonaria a Baiazet I si li enviava a un dels seus fills com hostatges i alliberava a les dones i fills de Tahartan.

## La batalla d'Ankara i després
A la batalla d'Ankara (28 de juliol de 1402) Tahartan va estar situat a l'ala dreta (que manava el príncep Miran Xah). En el moment mes fort de la batalla els kara tàtars de Bayazid I es van passar al hakim d'Erzinjan, Tahartan, i van atacar la part posterior de l'exèrcit de Rumèlia provocant el pànic entre les tropes otomanes i els amirs Jahan Xah i Kara Osman les van acabar d'enfonsar; Ewliya Celebi diu que no només van desertar els tàtars sinó també una part de la infanteria, que no havien rebut la paga (el visir Çandarli Alí Paixà va aconsellar que no fossin pagats).
Després de la batalla, els vassalls fidels de les províncies frontereres van rebre territoris dels seus veïns: Tahartan d'Erzinjan, Ibrahim de Shirwan i Kara Yuluk Osman dels Ak Koyunlu de Diyarbakr.
A la tornada, sortin ja d'Anatòlia, Tamerlà va passar per Sivas on va concedir alguns honors a Kara Osman i va continuar cap a Erzinjan on Tahartan li va fer els regals tracionals (9 de cada cosa segons el costum mongol) i va sortir cap a Erzurum. Durant dos dies Tahartan el va acompanyar i després va obtenir permís per retornar. A Erzurum se li van unir els joves prínceps Ulugh Beg, Adijal ibn Miran Xah, Muhammad Jahangir i Sad Vaccas ibn Muhammad Sultan ibn Jahangir (tots nets o besnets de Timur)

## Mort
Tahartan va governar durant vint-i-quatre anys i mig, morint molt probablement el hivern del 1403 al 1404.

## Família
Estava casat amb una princesa de Trebisonda i no va deixar fills llegitims però si un bastard, que finalment fou proclamat com a successor; però la noblesa i els generals van imposar al tron al fill d'una germana de Tahartan, de nom Shah Ali.